# Axel Méyé
Axel Méyé Me Ndong (ur. 6 czerwca 1995 w Libreville) – gaboński piłkarz grający na pozycji napastnika. Od 2021 jest zawodnikiem klubu Ittihad Tanger.

## Kariera klubowa
Swoją piłkarską karierę Méyé rozpoczął w klubie US Bitam. W sezonie 2011/2012 zadebiutował w jego barwach w pierwszej lidze gabońskiej. W debiutanckim sezonie wywalczył z nim wicemistrzostwo Gabonu. W latach 2012–2014 grał w Missile FC, a w sezonie 2015 był zawodnikiem Akandy FC.
W styczniu 2016 Méyé przeszedł do Eskişehirsporu. Swój debiut w nim zaliczył 18 stycznia 2016 w przegranym 0:3 domowym meczu z Fenerbahçe. W sezonie 2015/2016 spadł z nim z Süper Lig do TFF 1. Lig. W Eskişehirsporze również w sezonie 2016/2017.
W lipcu 2017 Méyé został zawodnikiem Manisasporu. Swój debiut w nim zanotował 12 sierpnia 2017 w przegranym 1:4 wyjazdowym meczu z Çaykurem Rizespor. W debiucie strzelił gola. W Manisasporze grał przez pół roku.
W styczniu 2018 Méyé przeszedł do Paris FC, grającego w Ligue 2. Zadebiutował w nim 3 marca 2018 w przegranym 1:2 wyjazdowym spotkaniu z Nîmes Olympique. Był to zarazem jego jedyny mecz rozegrany w barwach Paris FC.
W sierpniu 2018 Méyé został piłkarzem kuwejckiego klubu Al Qadsia. W sezonie 2018/2019 wywalczył z nim wicemistrzostwo Kuwejtu. W 2019 przeszedł do marokańskiego drugoligowca, Chabab Rif Al Hoceima. Z kolei latem 2020 został piłkarzem Ittihadu Tanger, w którym swój debiut zaliczył 6 grudnia 2020 w zwycięskim 1:0 wyjazdowym spotkaniu z Hassanią Agadir.
| Sezon   | Klub                  | Kraj    | Rozgrywki                     | Mecze | Gole |
| ------- | --------------------- | ------- | ----------------------------- | ----- | ---- |
| 2011/12 | US Bitam              | Gabon   | Gabon Championnat National D1 | ?     | ?    |
| 2012/13 | Missile FC            | Gabon   | Gabon Championnat National D1 | ?     | ?    |
| 2013/14 | Missile FC            | Gabon   | Gabon Championnat National D1 | ?     | ?    |
| 2015    | Akanda FC             | Gabon   | Gabon Championnat National D1 | 21    | 11   |
| 2015/16 | Eskişehirspor         | Turcja  | Süper Lig                     | 16    | 2    |
| 2016/17 | Eskişehirspor         | Turcja  | TFF 1. Lig                    | 24    | 4    |
| 2017/18 | Manisaspor            | Turcja  | TFF 1. Lig                    | 15    | 4    |
| 2017/18 | Paris FC              | Francja | Ligue 2                       | 1     | 0    |
| 2017/18 | Paris FC B            | Francja | CFA 2                         | 3     | 1    |
| 2018/19 | Al Qadsia             | Kuwejt  | Premier League                | 12    | 2    |
| 2019/20 | Chabab Rif Al Hoceima | Maroko  | GNF 2                         | 6     | 4    |
| 2020/21 | Ittihad Tanger        | Maroko  | GNF 1                         | 28    | 12   |

## Kariera reprezentacyjna
W reprezentacji Gabonu Méyé zadebiutował 15 czerwca 2012 w przegranym 0:3 towarzyskim meczu z Południową Afryką, rozegranym w Mbombeli. W 2022 roku został powołany do kadry na Puchar Narodów Afryki 2021. Na tym turnieju rozegrał dwa mecze: grupowy z Marokiem (2:2) oraz w 1/8 finału z Burkiną Faso (1:1, k. 6:7).